# Црква Рођења Пресвете Богородице у Врњачкој Бањи
Црква Рођења Пресвете Богородице у Врњачкој Бањи припада Епархији жичкој Српске православне цркве. Црква се налази на Чајкином брду, која представља просторно културно-историјску целину.
Храм посвећен Рођењу пресвете Богородице подигао је 1834. године протојереј Врњачке Бање, Хаџи Јефитимије Поповић, који је у њој служио наредних 47 година. Сахрањен је са јужне стране цркве, где му је подигнута надгробна плоча. Такође са јужне стране, стоји и спомен плоча српским ратницима који су се за своју отаџбину борили у периоду Балканских ратова и Првог светског рата, између 1912. и 1918. године.
Изнад улазних врата цркве, налази се импозантан мозаик посвећен имену цркве тј. рођењу пресвете Богородице, а за изглед западне стране заслужан је архитекта из Београда Др Драгомир Томић.
Црква је два пута дограђивана, први пут 1936. године и други пут 1973. године. Црквена слава је 28. јула, на дан светих мученика Кирика и Јулите, када се одржава литија Врњачке Бање.
Црква поседује низ духовно и уметнички вредних икона.